# Едифікаторофоб
Едифікаторофоби- це рослини, що уникають густих заростів едифікаторів, займають більш відкриті ділянки між ними, не виносять їх впливу.